# Romeroa verticillata
Romeroa verticillata là một loài thực vật thuộc họ Bignoniaceae. Đây là loài đặc hữu của Colombia.